# Puerto Alegría
Puerto Alegría és un corregiment departamental colombià al departament de l'Amazones. Té 1513 habitants i està situat a 120 msnm d'altitud. El departament es va fundar el 1981. Els principals atractius turístics de Puerto Alegría són les quebradas de Sunicocha i San Martín i la comunitat Sekoyas. L'economia del corregiment està basada en les activitats primàries: Hi ha cultius de mandioca, banana, blat de moro, alvocat i arbres fruiters. També hi ha aviram i ramaderia porcina.